# Olavarría
Olavarría es una ciudad argentina, naturalmente ubicada en la pampa húmeda y política-administrativamente ubicada en el interior de la provincia de Buenos Aires. Es la cabecera del partido homónimo, que se encuentra en el centro-sudoeste de la mencionada provincia.

## Toponimia

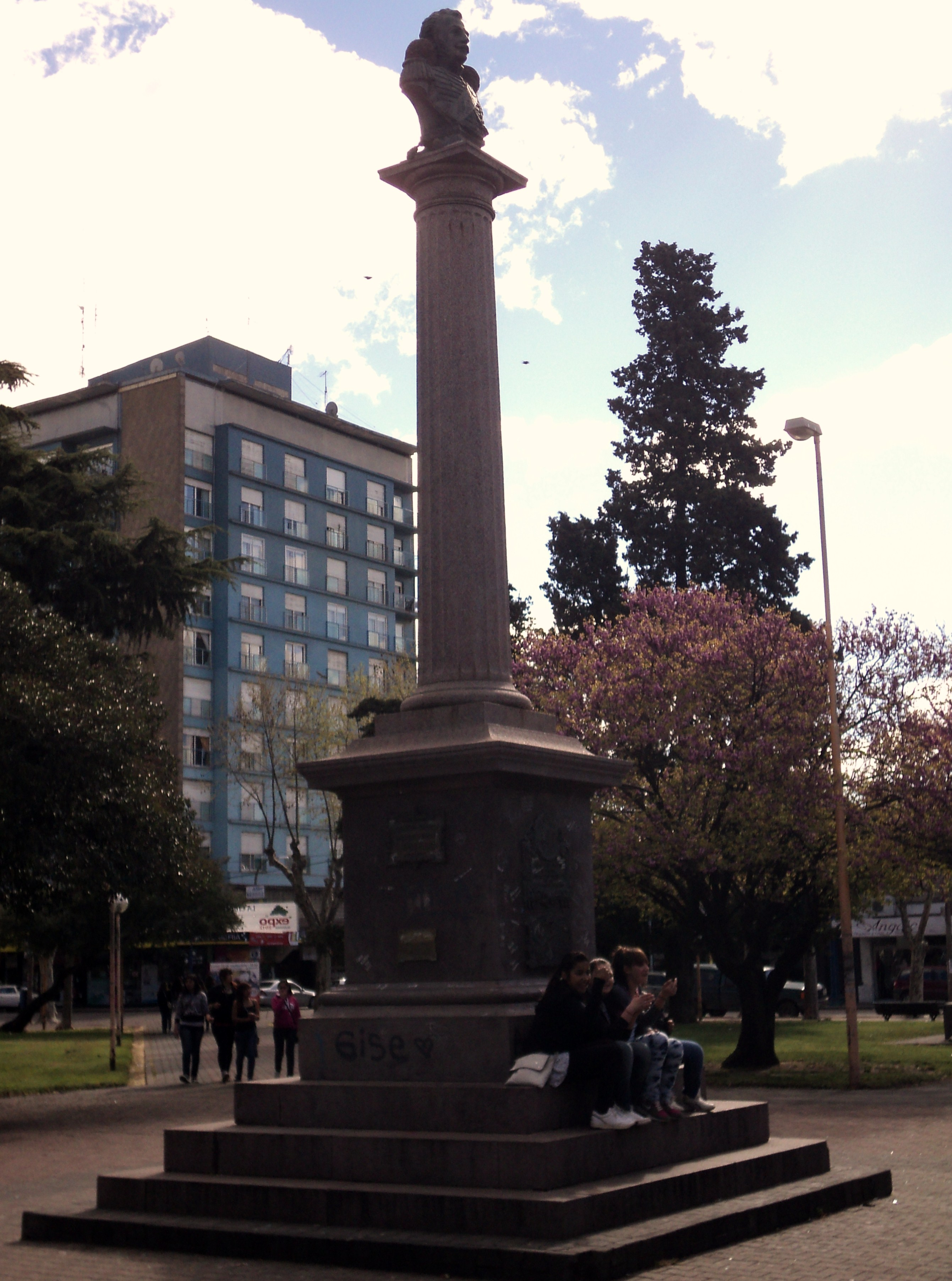
Monumento al Coronel Olavarría en el corazón de la localidad.

El nombre de la ciudad se debe al coronel José Valentín de Olavarría, nacido en Salto, el 13 de febrero de 1801. Este coronel que batalló en las guerras de independencia era amigo de Álvaro Barros, quien fundó oficialmente Olavarría dándole este nombre en honor a su amigo. Así, Álvaro Barros el día de la fundación oficial del pueblo le cambió completamente el nombre original que se le había dado en 1864 al naciente pueblo, que era "Campamento de las Puntas del Arroyo Tapalquén" en alusión al Arroyo Tapalqué ("tapalquén" es una voz que en lengua araucana o mapuche quiere decir "totoral" o "agua de las totoras", "trapál"= totora y "quen"= agua).
Olavarría proviene del euskera Olabarria, que significa "la herrería nueva", en la antigüedad ferrería, fábrica de armas y objetos de hierro. Ferrería (ola) es una de las palabras que más se usan en toponimia, posiblemente porque las ferrerías fueron casas fuertes o torres. Ola-barri-a (ferrería-nueva-la). (Erlantz Ganboa)

## Historia
A mediados del siglo XVIII, la zona de la actual Olavarría estaba habitada por las tribus de la dinastía Catriel. En cuanto a la población "no indígena", las poblaciones más cercanas se encontraban cerca de lo que es la actual ciudad autónoma de Buenos Aires. 
Todas las poblaciones pertenecientes al Imperio Español se encontraban al norte del río Salado. Esa población era de algo más de 12 000 pobladores hacia fines de 1700, antes de la Revolución de Mayo. Al sur del mencionado río, habitaban los mencionados indígenas, en el territorio llamado "el desierto" por los pobladores que vivían al norte del mencionado río. En 1741, se realizó una expedición a zonas cercanas al actual emplazamiento de Olavarría y se firmaron tratados de paz con los "indios serranos", es decir con la dinastía Catriel. 

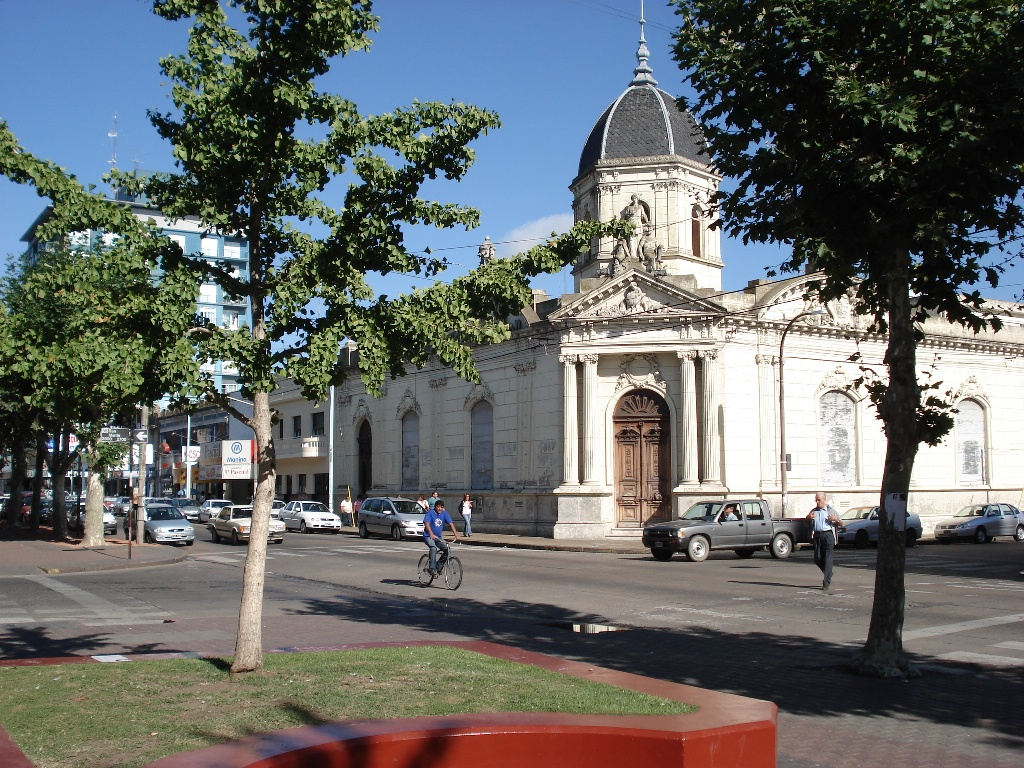
Antiguo edificio bancario.

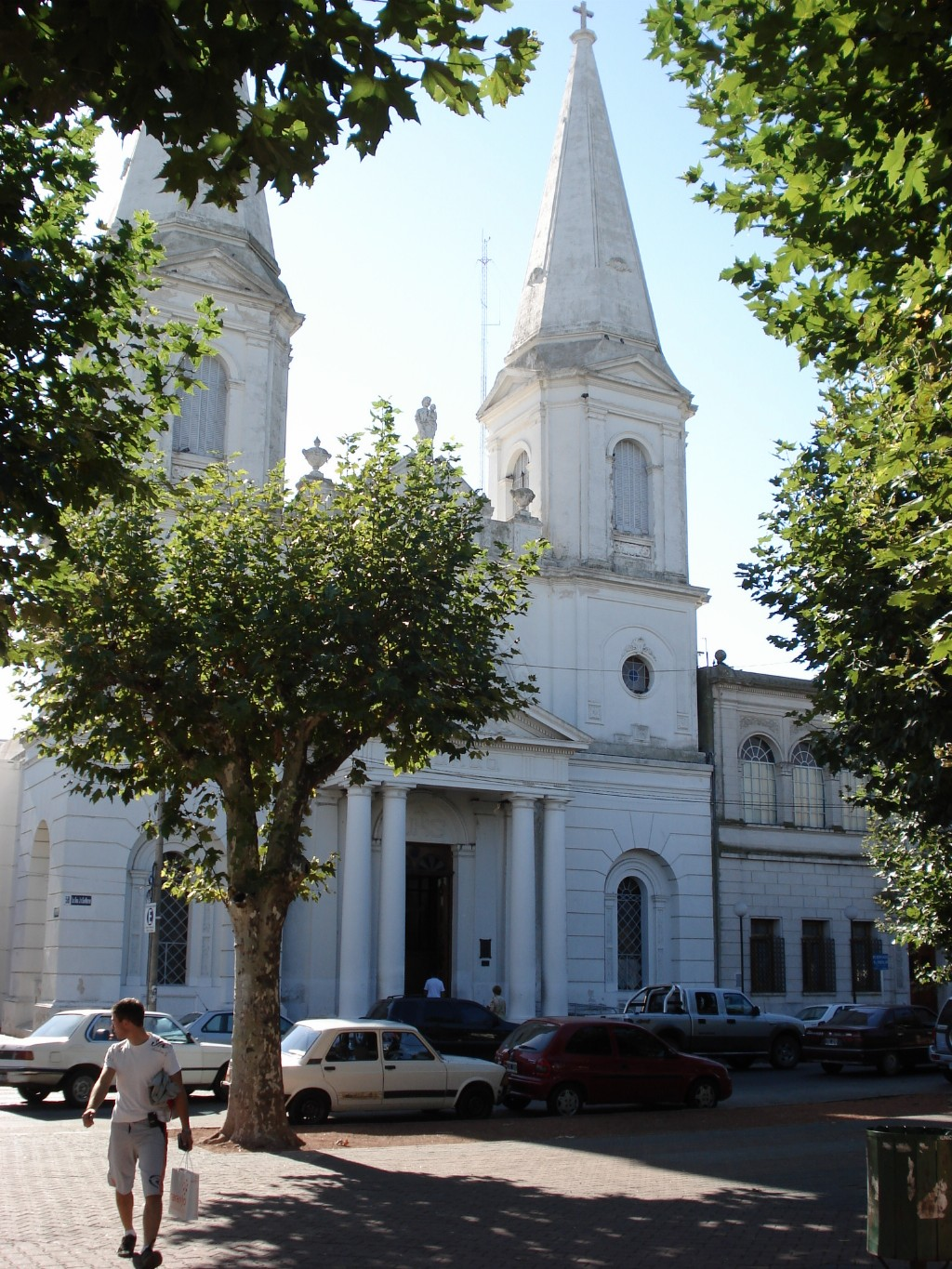
Iglesia San José.

Después de 1820, poco después de la obtención de la Independencia de las Provincias Unidas del Sur, desde la ciudad de Buenos Aires se comenzaron a realizar reconocimientos ininterrumpidos del aspecto topográfico y de las poblaciones originarias situadas al sur del Río Salado, este proceso de avance lento y progresivo por parte del Estado argentino se conoce como Campañas previas a la Conquista del Desierto. Una de estas campañas se realizó en 1828 cuando se estableció el Fuerte de Blanca Grande, junto a la Laguna Blanca Grande (lugar situado a unos 75 kilómetros al norte de la actual Ciudad de Olavarría). Sin embargo, este fuerte fue abandonado pocos años después producto de una serie de enfrentamientos, los cuales hicieron retroceder la expansión proyectada por el Estado Argentino. No obstante, a fines de 1831 comenzó la construcción del Cantón de Tapalqué, el cual pasó a ser el punto estratégico más importante de ese sector de la Frontera Sud, situado en el actual Partido de Tapalqué.
El primer intento de ocupación de las tierras de Olavarría se realizó durante la campaña militar contra los pueblos originarios entre 1855 y 1856. El teniente coronel Ignacio Rivas levantó en 1855, a orillas del Arroyo Tapalquén un pequeño fortín. No obstante, en poco tiempo fracasó este intento de poblar el paraje debido a las derrotas sufridas por las milicias del entonces Estado de Buenos Aires en la Batalla de Sierra Chica (lugar situado a unos 12 kilómetros al noreste de la actual ciudad de Olavarría) en mayo de 1855 y pocos meses después la Batalla de San Jacinto, a cargo la primera de Bartolomé Mitre y la segunda de Manuel Hornos respectivamente. De esta forma, el "Tapalqué Nuevo", como se llamó a esa primera intención de un poblado, quedó transformado en restos humeantes. 
En la segunda mitad de la década de 1850, la tierra fue uno de los elementos centrales en los tratados que restablecieron la paz, acordándose entonces una extensión de 20 leguas cuadradas (unas 54.000 has), situadas al oeste del arroyo Tapalquén, para que la tribu liderada por los caciques Catriel y Cachul viviera “pacíficamente ejerciendo su industria y cultivando la tierra para su sustento”. Esta última mención marca la continuidad que tuvo el desarrollo de prácticas agrícolas por parte de la población nativa asentada en la zona.
En 1864 el teniente coronel Manuel Molina emplazó el "Campamento de las Puntas del Arroyo Tapalquén" situado al Este del Arroyo Tapalquén. A su alrededor fue creciendo un poblado. En 1864 la Comandancia Militar fue autorizada por el Gobierno Nacional a ser trasladada al mismo sitio, reconociendo así la necesidad de avanzar más la frontera sur. 

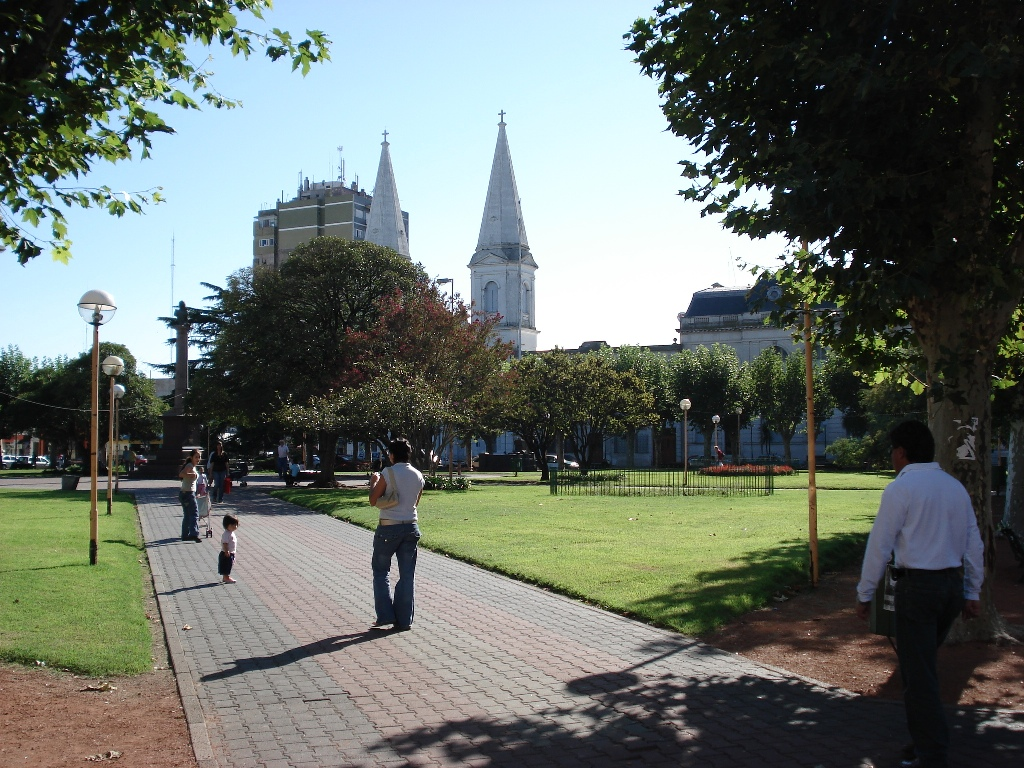
Plaza Coronel Olavarría.

El proyecto de habitar la Pampa, entonces habitada solo por los nativos, se fue haciendo realidad a partir de la fundación del Cantón de Tapalqué en 1831, y con las fundaciones de Tandil (1823), Azul (1832) y 25 de Mayo (1836). Más tarde se sumaron las fundaciones de General Alvear (1853) y Tapalqué (1863).
El Gobierno Nacional designó al coronel Álvaro Barros jefe de la Frontera Sur en 1865; el objetivo del nuevo jefe era guarnecer la frontera estableciendo un campamento militar, distribuyendo los primeros solares antes que la fundación fuese legalizada por decreto. El coronel Álvaro Barros, considerado fundador de Olavarría, después de lograr la paz con el cacique de la zona, tomó posesión del campamento fortificado el 1 de agosto de 1866, emplazado en la margen derecha del arroyo Tapalqué. Su intención era respetar a los indígenas y convivir con ellos. Así logró decretar la fundación del "Pueblo de Olavarría", el 25 de noviembre de 1867; aunque está documentado que el pueblo se desarrolló a partir de aquel campamento fortificado que existió desde 1864. 
Al año siguiente existían en el pueblo diez manzanas y en 1869 20 casas de comercio. Álvaro Barros, por desinteligencias con el ministro de Guerra Gainza fue separado del cargo, quedó como única autoridad civil el alcalde, quien estaba facultado para expedir boletos de tierras a los pobladores.
El escritor Estanislao Zeballos estuvo por estos parajes de Olavarría en dos oportunidades, en 1874 y en 1879. En su libro Un viaje al país de los araucanos menciona a esta ciudad como un embrión poblacional: 

En 1875 se produjo la última sublevación indígena de la zona capitaneada por Manuel Namuncurá. Al frente de 4000 lanzas acamparon como en 1855 en Sierra Chica a 20 años de la victoria alcanzada allí mismo por Calfucurá. En esa época los campos eran un triste desierto y la población de Olavarría se extendía a una legua del fortín y estaba reducida a la morada de don Eulalio Aguilar (...) El general Roca lo visitó en la misma época".

También quedaron constituidas las autoridades, las que serían un juez de Paz, un Comandante Militar, una Comisión municipal y la Policía. En 1878 se establecen en las cercanías de Olavarría varios grupos de alemanes del Volga que se dedicaron casi con exclusividad al cultivo del trigo. A partir del año siguiente, en que se crea el partido, se organizó la vida comunitaria, mediante el establecimiento de instituciones públicas y privadas.

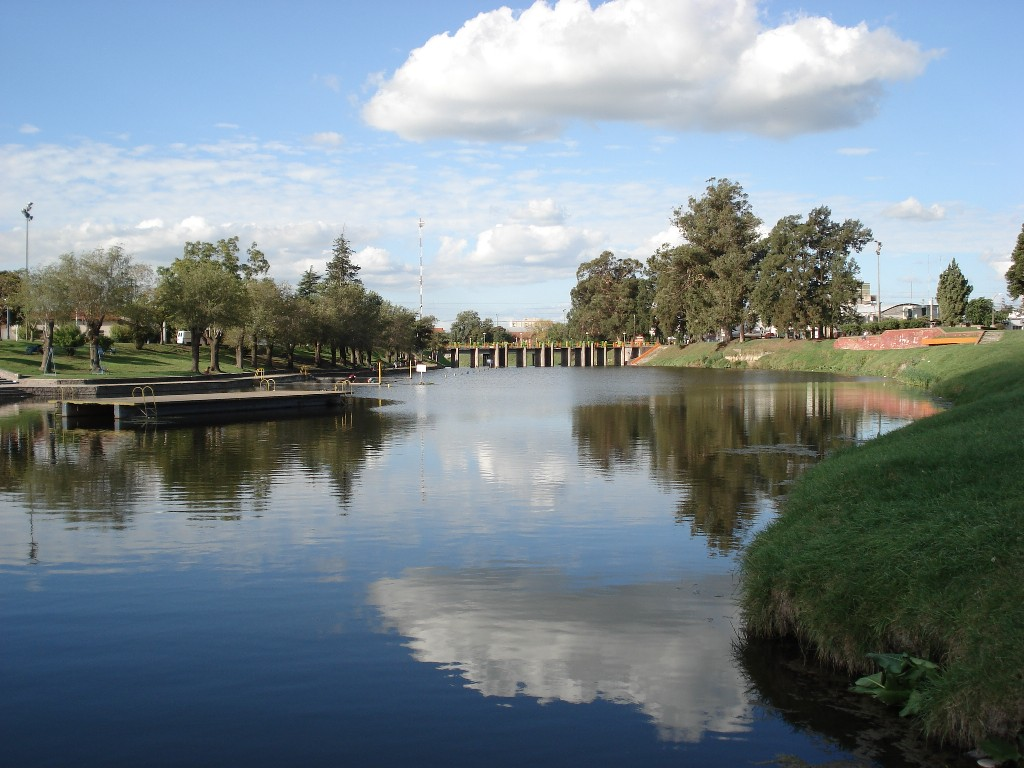
Balneario Municipal Cipriano Catriel

Luego de concertada la paz con los indios comenzó la radicación de ciudadanos que se dedicaron a actividades rurales; el mismo Álvaro Barros aconsejó el cultivo de trigo, lo que dio óptimo resultado.
A fines de 1868 Álvaro Barros fue reemplazado por el teniente coronel Francisco Elía, y al año siguiente la comandancia fue trasladada al borde de la laguna Blanca Grande, quedando la población ya establecida; para proteger a ésta quedó una pequeña guarnición de cuarenta miembros de la Guardia Nacional al mando del Capitán Lucio Florinda, que mantuvo la cohesión del vecindario, logrando que varias tribus indígenas realizaran labores agrarias. Mientras tanto la autoridad civil estaba ejercida por el juez de paz de Azul. La lejanía de Azul, lugar de residencia de la nueva comisión nombrada en 1873 para controlar el reparto de tierras, llevó a los vecinos de Olavarría en 1874 a solicitar al gobierno provincial la creación del partido y rectificación de su mensura; se aprobó esto último, no dando lugar al primer punto. En 1875 el gobierno de la provincia, ejercido por Carlos Casares, nombró en el mes de noviembre, al agrimensor Coquet para realizar la traza del ejido, labor que finalizó en mayo de 1877.

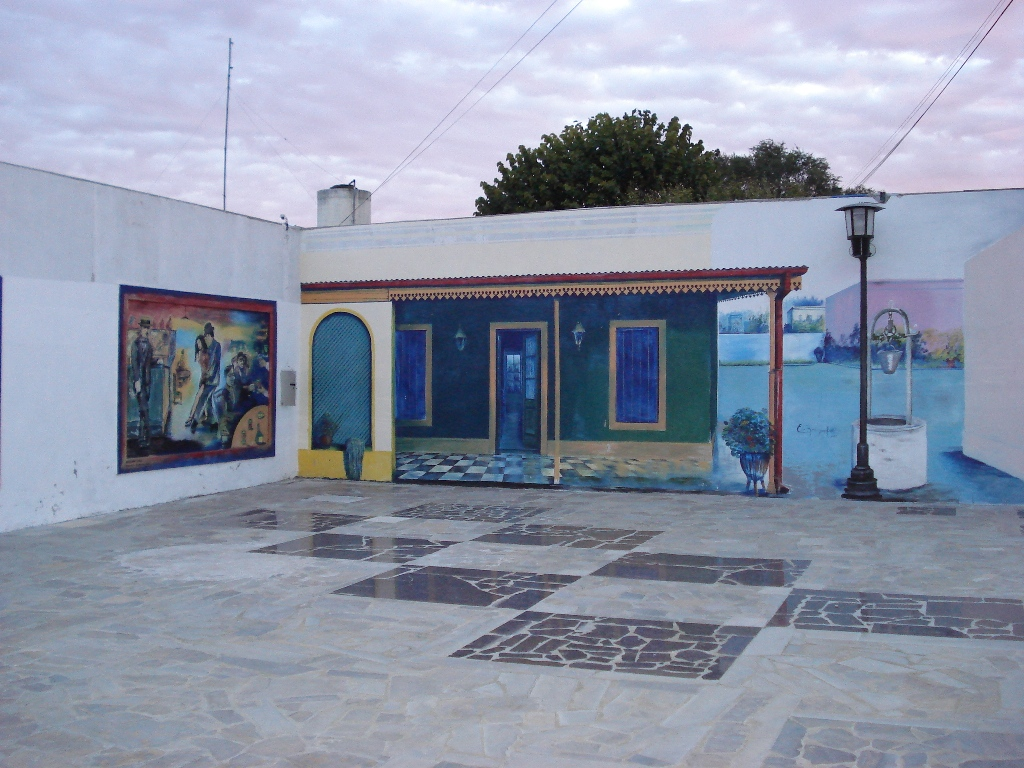
Pasaje Carlos Gardel.

Creado el Partido en 1878, el 16 de mayo de 1879, se fijaron sus límites y se designaron sus primeras autoridades propias; el juez de paz Eulelio Aguilar y una comisión municipal formada por Manuel Canavero, Celestino Muñoz, Manuel Leal y Emilio Cortez como titulares, siendo suplentes Ángel Moya y Joaquín Pourtalé.
El 25 de octubre de 1878 se erigió al pueblo de Olavarría como cabecera del partido, elevándolo al rango de ciudad el 10 de enero de 1908. Una de las primeras construcciones fue la iglesia de San José, cuyo actual edificio fue inaugurado en 1898; el ferrocarril, herramienta fundamental en el desarrollo económico de la zona, llegó a ella en 1883.
A fines del siglo XIX las principales Instituciones del pueblo eran el Banco de la Provincia de Buenos Aires, cuya sucursal abrió sus puertas en 1882, la Sociedad Rural, creada en 1885 y la Sociedad de Damas y Caridad, a cuyo cargo estaba la atención del Hospital.
En 1873 los italianos, principal corriente inmigratoria de Olavarría, fundan la Asociación Mutual, primera en su tipo, la que llaman Sociedad Filantrópica de Socorros Mutuos, la que luego toma el nombre de "Menotti-Garibaldi". Sus objetivos básicos fueron de ayuda y socorro.
En 1881 se instaló en el campo "La Tigra", propiedad de Joaquín Pourtalé, el primer alambrado de la zona; por esa época aparecen las primeras agrupaciones gremiales, siendo éstas las pertenecientes a los cocheros, los empleados de comercio y la Asociación de Maestros.
La población del partido era por entonces de poco más de 7000 habitantes, de los cuales cerca de 900 se nucleaban en el pueblo cabecera.

## Economía

### Industria

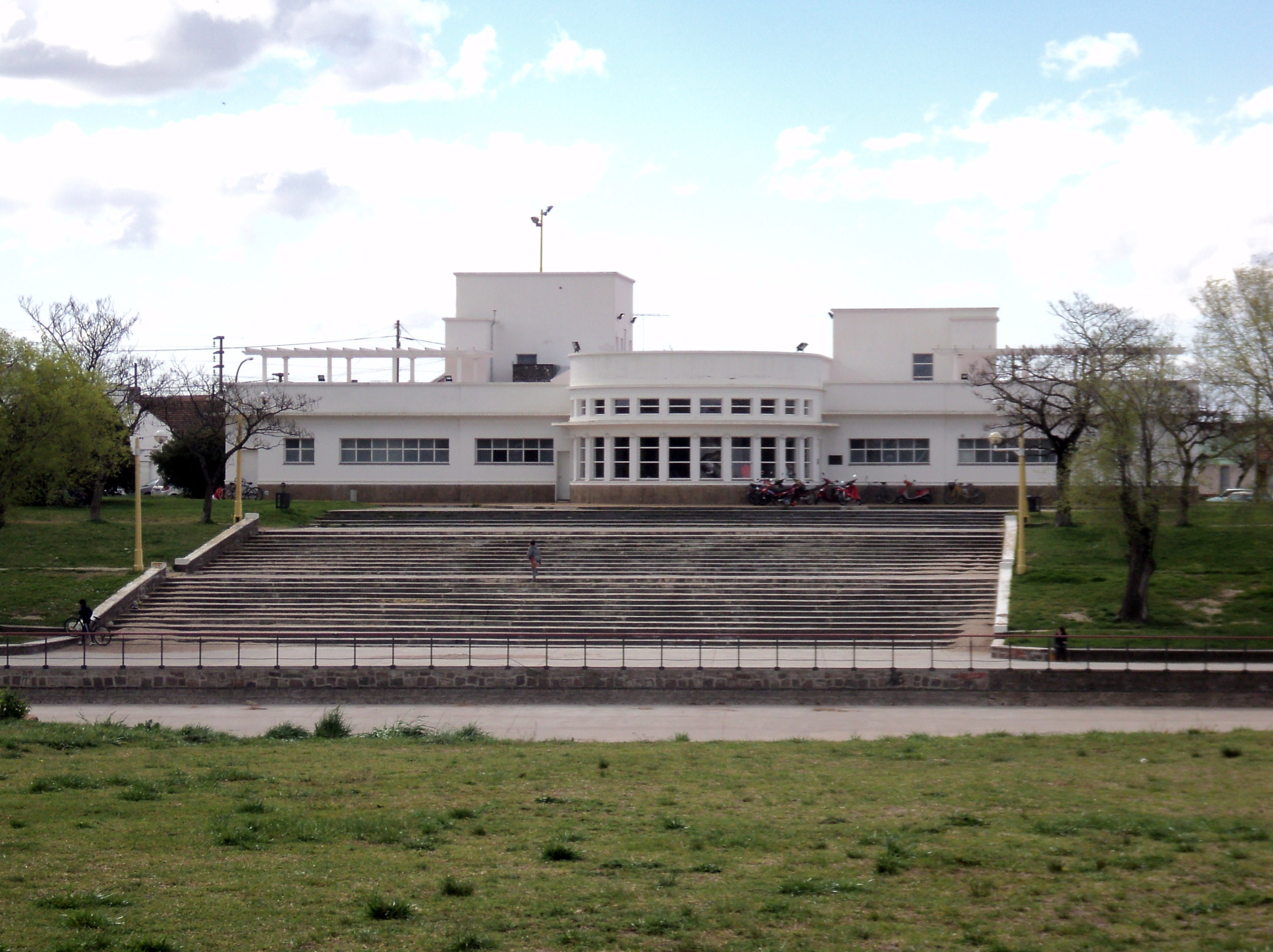
La Casa del Bicentenario sobre la ribera del arroyo Tapalqué.

Las principales actividades económicas del Partido de Olavarría son las siguientes: industria (27%), comercio (25%), agricultura (24%), minería (21%) y ganadería (4%). La industria y Las actividades agrícolas (agricultura y ganadería) son las de mayores ingresos para el municipio siendo el 28% de la producción económica regional. Sigue la industria, la cual está estrechamente relacionada con la minería de la zona, produciendo materiales para la construcción y textiles, seguida de la actividad minera en sí misma, y luego el comercio.
Olavarría cuenta con importantes canteras de piedra caliza que han favorecido la aparición de la industria del cemento, industrias alimentarias y curtiembres. Sin embargo, las cementeras Loma Negra, Calera Avellaneda y Cemento San Martín (actualmente perteneciente a Loma Negra) han sido el motor económico de la ciudad. También fueron de suma importancia las cerámicas Canteras Cerro Negro y LOSA.
Se desarrollan, en su zona agrícola, cultivos de trigo, avena, cebada, legumbres, alfalfa y frutales; así como actividad pecuaria como ganado vacuno y lanar.

### Transporte
Olavarría es uno de los nodos ferroviarios de la red Ferrosur Roca, donde se encuentra su centro operativo, y se encuentra en cruce de la ruta nacional 226 (que la conecta con Mar del Plata, Balcarce, Tandil y Azul) y la ruta provincial RP 51 (que la vincula con Bahía Blanca y Coronel Pringles).
También desde la estación ferroviaria se puede viajar hacia Bahía Blanca y Buenos Aires por medio de la empresa estatal Trenes Argentinos.
Olavarría cuenta con un sistema de transporte público urbano e interurbano que se divide en seis líneas de colectivos urbanas y 3 interurbanas, las cuales están reguladas por las empresas TuBus Y Las Sierras de Olavarría S.R.L, las líneas que circulan en la ciudad son:
- Línea 500 Verde
- Línea 501 Blanco
- Línea 502 Amarillo
- Línea 503 Rojo
- Línea 504 Naranja
- Línea 505 Azul
- Línea 509 (interurbana, Olavarría- Loma Negra- Villa Mi Serranía)
- Línea 510 (interurbana, Olavarría- Sierras Bayas- Cnia. San Miguel)
- Línea 514 (interurbana, Olavarría- Sierra Chica- Cnia. Hinojo- Hinojo)

## Geografía
Ubicación
Geográficamente hablando y según los puntos cardinales se halla en la región centro-centro sur del interior de la mencionada provincia. "Centro-Centro Sur" por ser su posición más acertada en el mapa provincial. De la misma forma, se ubica en el "interior provincial" en dos sentidos geográficos posibles: primero, desde un punto de vista geopolítico por estar alejado de la capital provincial y sus alrededores; segundo, desde un punto de vista geo-natural por estar alejado de la costa marítima. Lo mismo sucede respecto al país, la capital nacional, su área metropolitana y el mar; por lo que se se halla también en el llamado "interior" del país.
Naturalmente, este Partidos y municipio está surcado por estribaciones septentrionales de las sierras de Tandilia y avenado por el arroyo Tapalqué.
El suelo es rico en rocas graníticas y calizas (estas últimas llamadas coloquialmente "toscas") que se encuentran cerca de la superficie, lo que ha permitido una ingente industria de la piedra. Pero también se destaca por la fertilidad de la tierra, de manera que son importantes la ganadería y la agricultura.

### Orografía
Cerros, sierras y picos menores que forman parte de las Sierras de Tandil predominan el paisaje de la ciudad. La altura máxima de las sierras no superan los 500 m s. n. m.
El suelo está formado por rocas graníticas y caliza (estas últimas conocidas popularmente como "toscas") al semirras de la superficie, lo que ha permitido una incesante actividad minera. No obstante, la tierra es muy fértil, lo cual permite actividades agrícolas y ganaderas.

### Hidrografía
El sistema hídrico de la ciudad lo conforman lagunas, arroyos y algunos cursos de aguas temporarios. El curso de agua más importante es el Arroyo Tapalqué o Tapalquén, que nace en el Partido de Benito Juárez y ya en Partido de Olavarría recibe como afluente un curso de agua proveniente de unas aguas que nacen naturalmente de la zona conocida como "Querandíes", hacia el sur de Loma Negra. Posteriormente el arroyo ingresa en la localidad de Olavarría y  la cruza en dirección desde el sur hacia el norte.

### Clima
Según la amplia clasificación de climas de Köppen-Geiger el clima de Olavarría y su zona se clasifica como "clima Cfb" (clima oceánico-interior templado-fresco con veranos suaves).
La temperatura media anual es de 14,0 °C, y la precipitación promedio anual es de 913,2 mm. Enero es el mes más caluroso con un promedio de 21,7 °C mientras que julio es el mes más frío con una media de 6,5 °C. Olavarría tiene una cantidad significativa de lluvia durante el año. El mes con mayor tasa de precipitación es enero, con 111.8 mm, mientras el mes menos lluvioso es julio con un promedio de 37,5 mm. Las temperaturas mínimas absolutas en invierno pueden llegar a los -10 °C y las máximas absolutas en verano pueden llegar a los 40 °C.
| Parámetros climáticos promedio de Olavarría (1991–2020). | Parámetros climáticos promedio de Olavarría (1991–2020). | Parámetros climáticos promedio de Olavarría (1991–2020). | Parámetros climáticos promedio de Olavarría (1991–2020). | Parámetros climáticos promedio de Olavarría (1991–2020). | Parámetros climáticos promedio de Olavarría (1991–2020). | Parámetros climáticos promedio de Olavarría (1991–2020). | Parámetros climáticos promedio de Olavarría (1991–2020). | Parámetros climáticos promedio de Olavarría (1991–2020). | Parámetros climáticos promedio de Olavarría (1991–2020). | Parámetros climáticos promedio de Olavarría (1991–2020). | Parámetros climáticos promedio de Olavarría (1991–2020). | Parámetros climáticos promedio de Olavarría (1991–2020). | Parámetros climáticos promedio de Olavarría (1991–2020). |
| Mes                                                      | Ene.                                                     | Feb.                                                     | Mar.                                                     | Abr.                                                     | May.                                                     | Jun.                                                     | Jul.                                                     | Ago.                                                     | Sep.                                                     | Oct.                                                     | Nov.                                                     | Dic.                                                     | Anual                                                    |
| -------------------------------------------------------- | -------------------------------------------------------- | -------------------------------------------------------- | -------------------------------------------------------- | -------------------------------------------------------- | -------------------------------------------------------- | -------------------------------------------------------- | -------------------------------------------------------- | -------------------------------------------------------- | -------------------------------------------------------- | -------------------------------------------------------- | -------------------------------------------------------- | -------------------------------------------------------- | -------------------------------------------------------- |
| Temp. máx. abs. (°C)                                     | 39.7                                                     | 37.2                                                     | 34.2                                                     | 33.0                                                     | 29.2                                                     | 22.1                                                     | 24.9                                                     | 32.5                                                     | 30.2                                                     | 33.5                                                     | 35.2                                                     | 37.6                                                     | 39.7                                                     |
| Temp. máx. media (°C)                                    | 29.0                                                     | 27.5                                                     | 25.0                                                     | 20.9                                                     | 16.8                                                     | 13.5                                                     | 12.8                                                     | 15.5                                                     | 17.5                                                     | 20.4                                                     | 24.0                                                     | 27.7                                                     | 20.9                                                     |
| Temp. media (°C)                                         | 21.55                                                    | 20.3                                                     | 18.1                                                     | 13.9                                                     | 10.5                                                     | 7.5                                                      | 6.5                                                      | 8.4                                                      | 10.7                                                     | 13.9                                                     | 17.05                                                    | 20.2                                                     | 14.04                                                    |
| Temp. mín. media (°C)                                    | 14.1                                                     | 13.5                                                     | 11.8                                                     | 8.3                                                      | 5.5                                                      | 2.4                                                      | 1.6                                                      | 3.1                                                      | 4.7                                                      | 7.6                                                      | 10.1                                                     | 12.5                                                     | 7.9                                                      |
| Temp. mín. abs. (°C)                                     | 3.5                                                      | 2.1                                                      | 0.6                                                      | -3.4                                                     | -5.3                                                     | -8.5                                                     | -8.4                                                     | -7.4                                                     | -6.4                                                     | -4.7                                                     | -0.6                                                     | 2.0                                                      | -8.5                                                     |
| Precipitación total (mm)                                 | 111.8                                                    | 98.2                                                     | 108.1                                                    | 92.1                                                     | 56.7                                                     | 38.5                                                     | 37.5                                                     | 50.0                                                     | 56.1                                                     | 91.4                                                     | 88.9                                                     | 84.0                                                     | 913.2                                                    |
| Fuente: Servicio Meteorológico Nacional                  |                                                          |                                                          |                                                          |                                                          |                                                          |                                                          |                                                          |                                                          |                                                          |                                                          |                                                          |                                                          |                                                          |

### Población
Según los resultados definitivos del censo de 2022, la población de todo el partido-municipio de Olavarría (no solo la ciudad de Olavarría, la cual tiene menos habitantes, sino todo el partido) alcanza los 122.011 habitantes. De esos 122 011 habitantes, el 12,29 % (14 997) no son oriundos de la provincia de Buenos Aires. A su vez, de ese porcentaje, el 2,17 % (2169) son inmigrantes de otros países y el 10,51 % (12 828) son migrantes internos argentinos, es decir, personas que no nacieron en la provincia de Buenos Aires, sino que son nacidas en algunas de los 23 distritos/jurisdicciones de primer orden que conforman la Argentina.
La ciudad contaba con 89 721 habitantes en el Censo Nacional 2010, lo que representa un incremento del 7,1 % frente a los 83 738 habitantes (Indec 2001) del censo anterior. El Partido de Olavarría, contando todas sus localidades y la zona rural del total de tu territorio, contaba con 111 708 habitantes (Indec 2010) habitantes para el censo nacional de 2010.
| Gráfica de evolución demográfica de Olavarría entre 1895 y 2010 |
|                                                                 |
| Fuentes: INDEC                                                  |

### Barrios de la ciudad de Olavarría
- Acupo I, II y III
- Fonavi
- 104 Viviendas
- Martin Fierro
- Barrio Luz y Fuerza
- 12 de octubre
- Bancarios
- Barrio A.O.M.A
- Barrio C.E.C.O. I y II
- Barrio Evita
- Barrio Jardín
- Barrio Lujan
- Barrio U.T.A
- Barrio P.I.M
- Belén
- Coronel Dorrego
- Facundo Quiroga I y II
- Hipólito Yrigoyen
- Isaura
- Juan Martín de Pueyrredón
- La Candela
- La Máxima
- Lourdes
- Los Robles
- Matadero
- Independencia
- Santa Isabel
- Trabajadores
- Microcentro
- Manuel Belgrano
- Mariano Moreno
- Municipales
- Nicolás Avellaneda
- Obrero
- Provincias Argentinas
- Pueblo Nuevo
- Roca Merlo
- Sargento Cabral
- San Carlos
- San Vicente
- Sarmiento
- SCAC
- UOCRA
- Villa Aurora
- Villa Floresta
- Villa Maylín
- 4 de Octubre
- Trabajadores
- El Progreso
- Sarmiento Norte
- Solidaridad
- 86 Viviendas
- 36 Viviendas
- Eucaliptos

## Cultura

### Educación

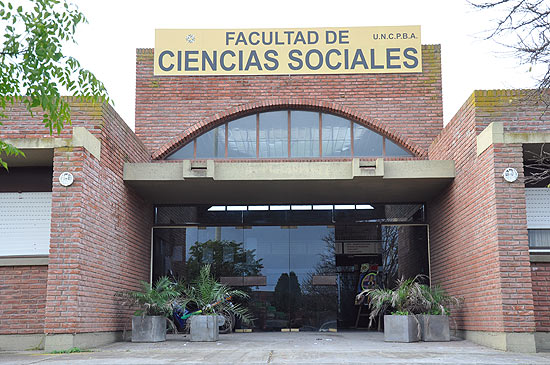
Facultad de Ciencias Sociales en el Campus Universitario

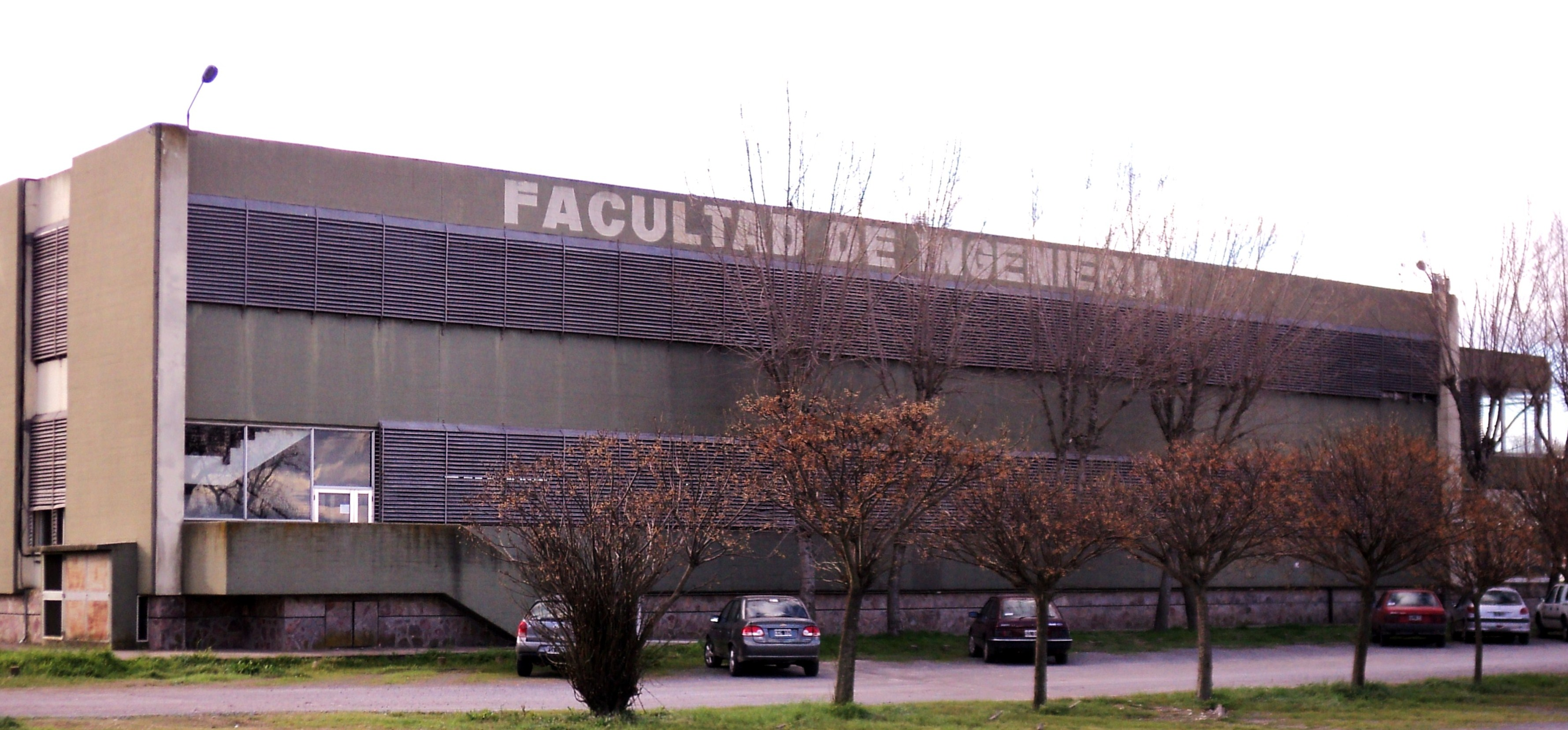
Facultad de Ingeniería en el Campus Universitario.

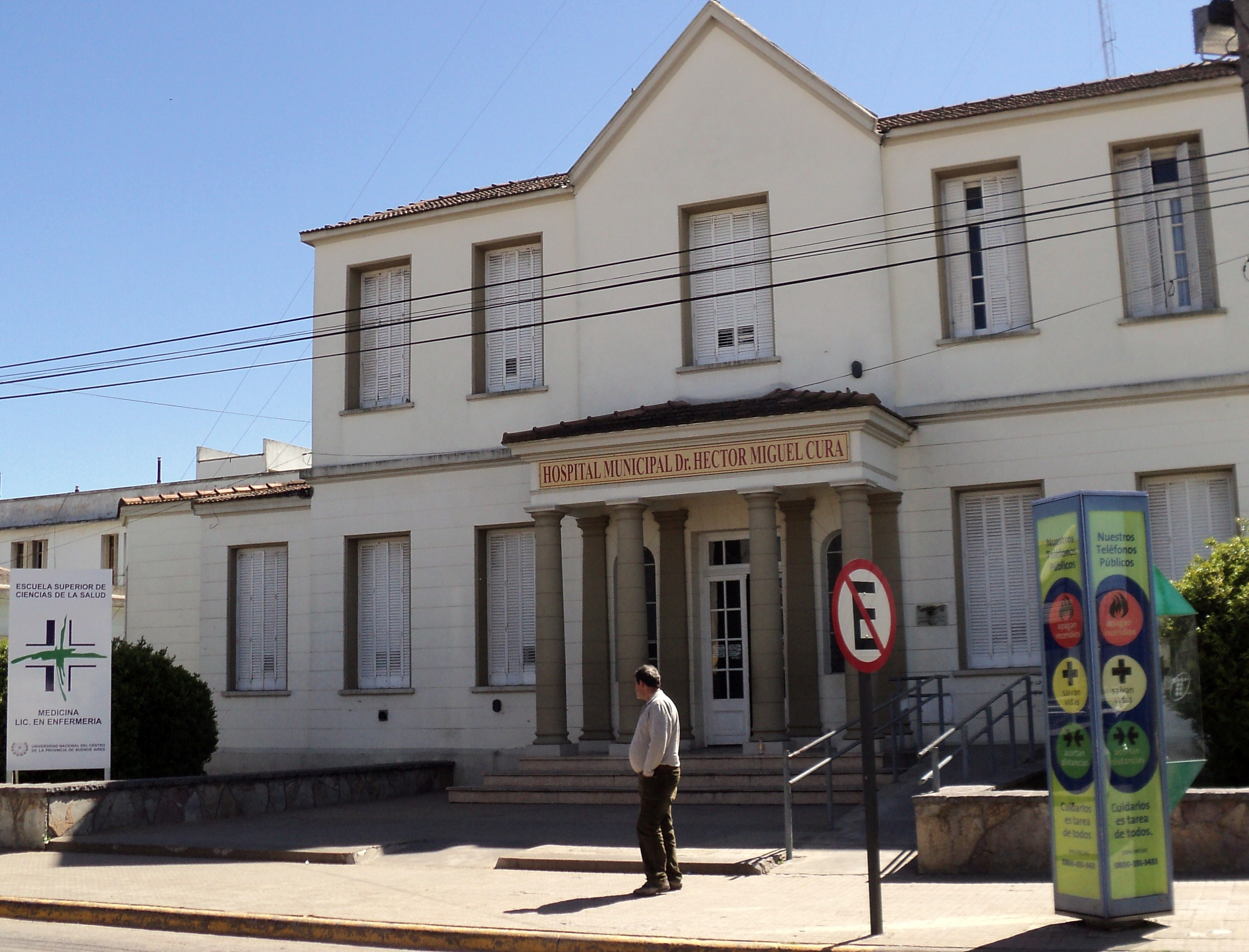
La escuela superior de Ciencias de la Salud emplazada en el hospital municipal.

Es de mencionar que a comienzos de 1881 se terminó la construcción de las escuelas para varones y niñas constituyéndose en octubre de ese año el Consejo Escolar, integrado por los sres. José María Espache, Norberto Pérez, Ángel Moya, Manuel Reina, Julián Games y Ambrosio Bozano.
En 1882 funcionaban las escuelas de varones, a cargo del preceptor Manuel Rivera y la de niñas, dirigida por la preceptora Amelia Frish; en 1938 el partido contaba con 30 escuelas.
La ciudad posee un campus universitario que contiene una sede la Universidad Nacional del Centro de la Provincia de Buenos Aires. Las facultades que poseen sus delegaciones son las de Ciencias Sociales, Ingeniería y la Escuela de Ciencias de la Salud.
También posee una sede de la Universidad Nacional de Lomas de Zamora donde se dicta la carrera de Derecho, y otras de consideración.

### Museos

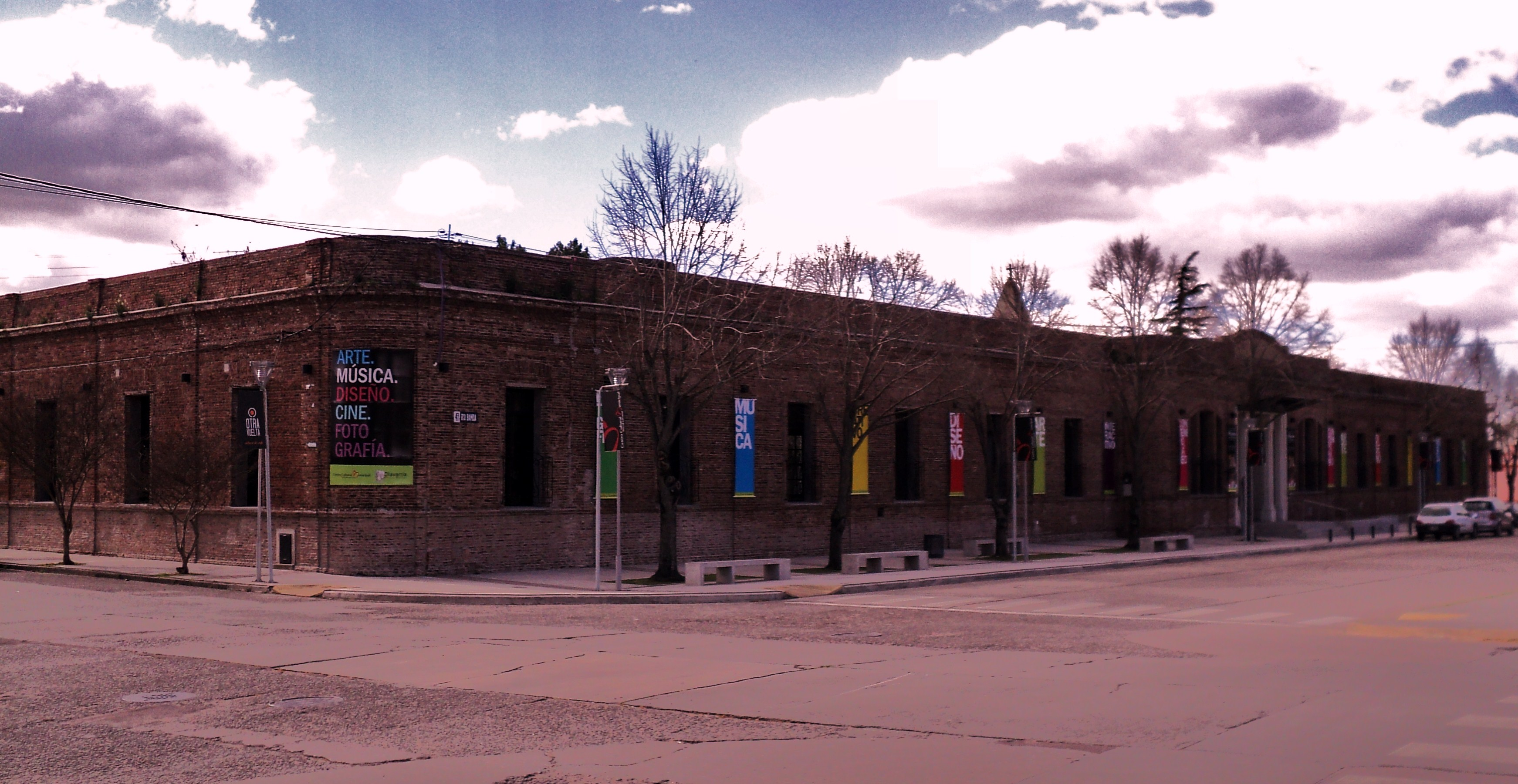
El recientemente inaugurado centro cultural de la ciudad.

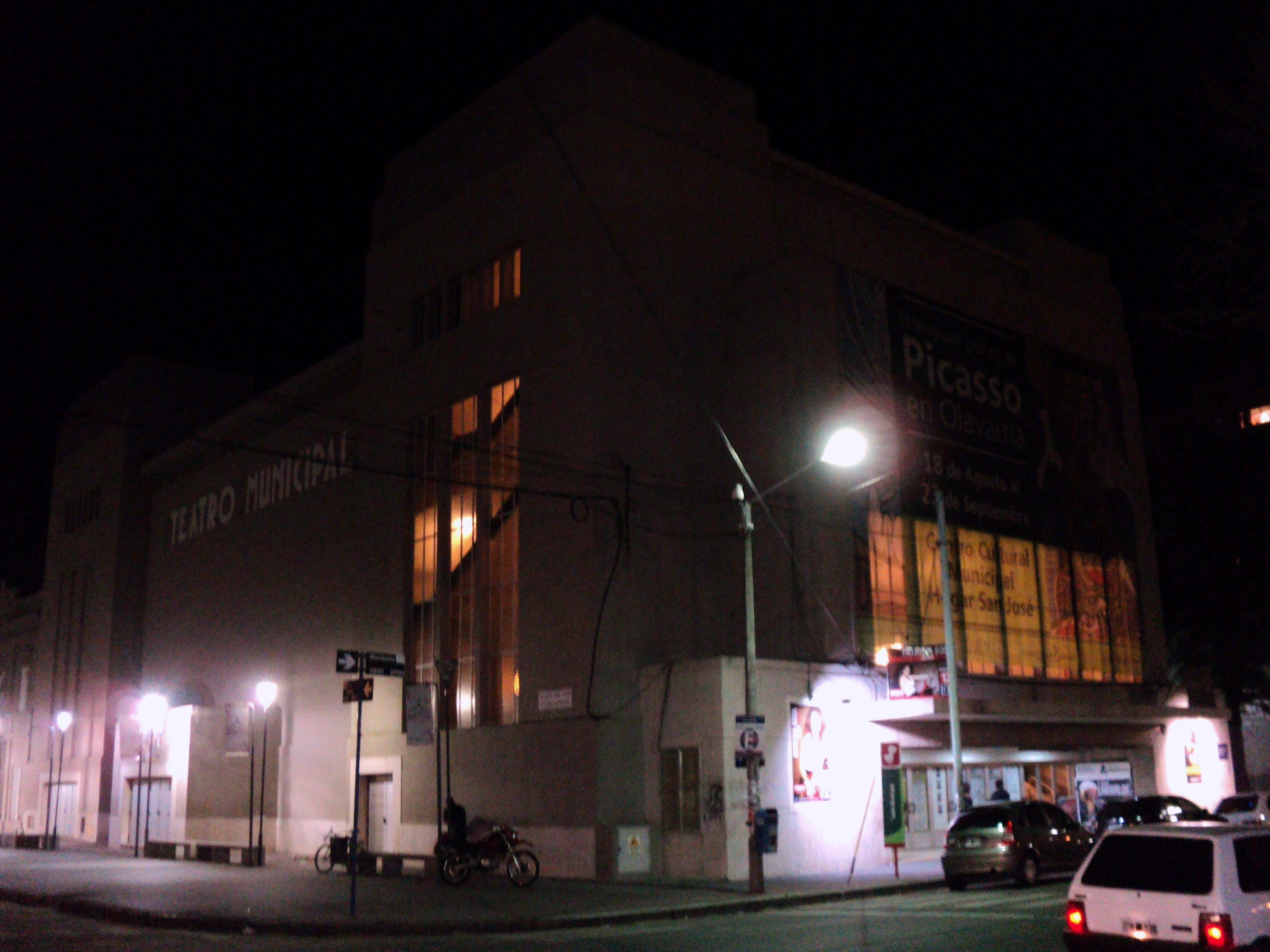
El imponente Teatro Municipal, en pleno centro de la ciudad.

En el Museo Dámaso Arce realizan exposiciones y eventos de todo tipo. Se encuentra ubicado en el centro de la ciudad, en la calle San Martín 2862. Allí se puede observar el retrato más fidedigno del General Manuel Joaquín Del Corazón de Jesús Belgrano, pintado en ocasión de su paso por asuntos diplomáticos en París, Francia, por el notable artista plástico Don François-Casimir Carbonnier, discípulo de Jean-Louis David y de Ingres, en esa pintura supervisada por el mismo Manuel Belgrano se puede observar al fondo el primer izado (año 1812) de la Bandera Argentina en las barrancas de Rosario, ese protodiseño de la Bandera Argentina constaba de una banda azulceleste inferior y de una banda blanca superior, pocos meses después el mismo Belgrano crearía la tribanda definitiva (tres bandas: una blanca central y dos azulcelestes).
El Centro Cultural es un edificio creado en 1913 como Hogar de niñas San José, uno de los edificios históricos y emblemáticos de la ciudad, que fue propuesto como centro cultural en 2008 por el intendente Esseverri para utilización y recuperación como lugar de exposiciones y en parte como hogar. El 25 de mayo de 2010 se produce la apertura del espacio.
El Teatro municipal inaugurado el 7 de julio de 1940 nunca dejó de hacer gala de reconocidos artistas que transitaron su sala. Posee una estructura que consta de tres pisos: plateas, pulman y súper pulman. Cuenta con capacidad para 1200 personas. Asimismo, tiene un importante hall de acceso, foso, entrepiso, camarines y sanitarios. Cuenta con una sala – bar y un rincón de cine. Finalmente dispone de una sala que cuenta con un sistema de Aro Magnético. Esta tecnología permite que las personas con una discapacidad auditiva puedan tener acceso a las variadas manifestaciones culturales de la ciudad, y lo puedan disfrutar.
En 2011 se ha inaugurado en la ciudad el reloj cucú cuya torre es hasta el presente la más elevada del mundo y posee dos autómatas con forma de "cucús" o pájaros cuclillos.
En 2015 el gobernador Daniel Scioli inauguró el Complejo Municipal de las Artes, que cuenta con sala de danzas, de música, dos salas para actividades de artes plásticas y talleres de manualidades, un salón de usos múltiples, sanitarios, y las oficinas de la Dirección de Cultura.

### Recital del Indio Solari en Olavarría en marzo de 2017
El recital del Indio Solari y Los fundamentalistas del aire acondicionado en Olavarría ocurrió el 11 de marzo de 2017 en el predio rural La Colmena de Olavarría. El concierto del Indio Solari ante 300 000 personas, batió un récord en toda la historia del rock argentino tanto para shows pagados como gratuitos.

## Turismo
Ciudad referente en el interior de la provincia de Buenos Aires, sus puentes colgantes peatonales que cruzan el arroyo Tapalqué, el orgullo automovilístico reflejado en la historia de los Hermanos Emiliozzi, la hospitalidad, la gastronomía de las colectividades y los atractivos en conjunto con la diversidad cultural y las bondades de la llanura pampeana, sierras, lagunas y arroyos, hacen del Partido de Olavarría un lugar único.
Además de la ciudad cabecera, el partido se encuentra integrado por localidades subdivididas en circuitos caracterizados por su actividad principal ofreciendo un conjunto de paisajes singulares y diferentes:

### Pueblos Mineros
Sierras Bayas: localidad ubicada en el kilómetro 285 de la Ruta Nacional 226. Alrededor de 1879 se abrieron las primeras caleras, fundando oficialmente el poblado. Su nombre se debe al color bayo de la extracción de la Dolomita.Cuenta con Cerros, Hornos de cal que cuentan la historia del lugar, Museo, Club, Fábricas, Monumentos, Espacios de Recreación, iglesia Cristo Rey, Zonas de Canteras.
Loma Negra
Localidad ubicada a 15 km de la ciudad de Olavarría. Villa típicamente minera, también conocida como Loma Negra. Debe su nombre al color de la piedra caliza, materia prima para la fabricación de la Cal y el Cemento. Cuenta con el cerro Luciano Fortabat, Museo Hogar Loma Negra, la iglesia de Santa Elena, Club, Monumentos.
Sierra Chica (Buenos Aires)
Localidad ubicada a 10 km de la ciudad de Olavarría con acceso sobre la avenida de Dante y Torcuato Emiliozzi. Lugar de Extracción del Granito Rojo. Cuenta con el parque La Hormiga, capilla de Santa Lucía, Zona de canteras, iglesia de Nuestra Señora de Lujan, Molino Viejo, Museo de la Piedra, Clubes, Unidad Penitenciaria.

### Pueblos Colonos
Colonia San Miguel: localidad ubicada a 24,5 km de la ciudad, su nombre originario fue “Deheler”, fundada en octubre de 1881. Un recorrido por la misma muestra las costumbres centroeuropeas heredadas. Cuenta con construcciones típicas, iglesia de San Miguel de Arcángel, balneario municipal, emprendimientos de comidas regionales, Museo Miguel Stoessel Muller.
Colonia Nievas: localidad ubicada en el kilómetro 273 de la RN 226 a 28 km, ofrece un paisaje apacible y encantador. Un recorrido por la misma muestra la iglesia más antigua del Partido de Olavarría, la capilla de San Miguel de Arcángel y emprendimientos de comidas regionales.
Colonia Hinojo: localidad ubicada a 18,5 km de la ciudad. Fundada en 1877 fue el primer asentamiento de Alemanes del Volga del País. Originalmente se denominó “Kaminka”. Cuenta con construcciones típicas, iglesia de Nuestra Señora de la Natividad, emprendimientos de comidas regionales, Monumentos, Museo de los Alemanes del Volga “Ariel Cherico”.

### Pueblos Rurales
Localidades ubicadas a una mayor distancia, con atractivos típicamente rurales, se destaca entre las mismas la Laguna de Blanca Grande, espejo de agua casi redondo de unas 450 ha, con una profundidad media de 8 dm, con una máxima de 18 dm, que cuenta con alojamiento en dormís, camping, proveeduría, alquiler de botes y parrillas.
Estación Iturreguí 95 km  - Recalde (Buenos Aires) 100 km  - Estación Mapis 100 km - Blanca Grande 75 km - Pourtalé 40 km  - Estación Rocha 69 km  - Muñoz (Buenos Aires) 47 km  - Santa Luisa 45 km  - Espigas 75 km .

### Pueblo Ferroviario
Hinojo (Buenos Aires): localidad ubicada a 20 km de la ciudad, a partir de la llegada del ferrocarril en 1883, se convierte en una de las estaciones más importantes de carga del país debido al transporte de la producción de canteras y fábricas de cal y cemento.
Cuenta con la iglesia de Nuestra Señora de la Asunción, biblioteca Sarmiento, Museo de la Estación. 

## Deportes
En básquet la ciudad cuenta con una gran tradición, con Estudiantes de Olavarria, llegando a su punto más alto el 25 de mayo de 2000. Ese día tras ganarle el séptimo partido de la serie final a Atenas de Córdoba, "El Bata" se consagró campeón de la Liga Nacional de Básquet, el torneo de clubes más importante del país. En ese equipo jugaban entre otros Gustavo Ismael Fernández, los hermanos Daniel y Claudio "Lolo" Farabello, "Chila" Mc Cray, Rubén Wolkowyski, Víctor Fabián Baldo y el goleador J. J. Eubanks, dirigidos por el ex seleccionador nacional, Sergio Santos Hernández. El año siguiente Estudiantes repitió el título de Liga; con las incorporaciones de Gabriel Fernández, Byron Wilson y Paolo Quinteros. Ese mismo 2001, se coronó campeón de la Liga sudamericana de Básquet y el torneo Panamericano jugado en Venezuela. Si bien disputó una final más de liga, el interés de la gente comenzó a decaer con el alejamiento de Gustavo Fernández y Dani Farabello muy enfrentados con la dirigencia primero y; el posterior alejamiento de Sergio Hernández. Si bien no era un alejamiento pleno ya que continuó ayudando al dirigente estelar (Daniel Trapani) y sus pocos colaboradores, a armar el equipo que disputó los torneos subsiguientes. Finalmente el "Bata" ante un cambio de dirigencia decidió vender la plaza para no "continuar endeudando al club". Luego de ganar el torneo provincial de clubes en 2010, Estudiantes peleó por el descenso en la Liga Nacional B ganando el play off de permanencia a Los Indios de Moreno
En fútbol, durante los años ochenta, gracias al aporte económico de Amalia Lacroze de Fortabat, el club Loma Negra, disputó algunos torneos nacionales, visitando la ciudad de Olavarría equipos como River, y el Ferro de Timoteo Griguol, donde se pudo destacar la presencia en algunos partidos de Osbel el "Charro" Defalco. Tal vez como una paradoja, el jugador más destacado del club Loma Negra, es Éber Ludueña (exfutbolista ficticio creado por el humorista rosarino Luis Rubio).
Desde el año 2000, el máximo representante del fútbol local es el Racing Athletic Club. Este club es uno de los equipos más populares de la ciudad. Actualmente se encuentra jugando el Torneo Regional Federal Amateur 2019. En el año 2009, tras jugar un intenso Torneo Argentino "C" el club Ferro Carril Sud, obtuvo la chance de volver a jugar en el Federal B, y en el presente 2019 disputará el Torneo Regional Federal Amateur 2019.
Olavarría contó con grandes pilotos de carreras, entre ellos José María "el chueco" Romero y los hermanos Emiliozzi, Dante y Torcuato, que juntos a "La Galera", supieron ganar varias carreras y campeonatos. Por esto solía ser llamada la "Capital Nacional del Turismo Carretera". El Autódromo Hermanos Emiliozzi recibe varias competencias nacionales desde su inauguración en 1998, como el Turismo Carretera.
Los deportistas más destacados son Federico Chingotto, Agustín Vernice, Matías Abelairas, Alejandro Diez, Fernando Di Carlo, Lucas Janson y Pedro De La Vega
Por otra parte, la práctica de rugby ha crecido considerablemente en los últimos años. Olavarría pasó de tener hace 8 años un solo club donde se practicaba rugby, Estudiantes de Olavarría, a tener 3 sumándole al anterior Los Toros Rugby y El Fortín (Olavarría), todos asociados a la UROBA. Este crecimiento a nivel local es parte del crecimiento a nivel nacional que el rugby ha tenido en los últimos 10 años en cuanto a calidad de juego, cantidad de jugadores que lo practican y cantidad de seguidores. Si bien el rugby en Argentina se practica desde fines del siglo de 1800, recién ha tenido un gran crecimiento en la última década (2007-2017). 
| Gráfica de evolución demográfica de Olavarría entre 1991 y 2010 |
|                                                                 |
| Fuente: censos nacionales del INDEC                             |

## Medios de comunicación locales
Repetidora de Canal 8 (Mar del Plata)
La emisora marplatense Canal 8 (actualmente Telefe Mar del Plata) tiene una repetidora en Olavarría, en la señal 45.

## Parroquias de la Iglesia católica en Olavarría
| Diócesis   | Azul |
| ---------- | --- |
| Parroquias | Nuestra Señora de Fátima, Nuestra Señora de Luján, Nuestra Señora de Monte Viggiano, San Cayetano, San Francisco, San José, San Vicente de Paúl, Nuestra Señora de la Esperanza. |